# (400349) 2007 VG80
(400349) 2007 VG80 es un asteroide perteneciente al cinturón de asteroides descubierto el 16 de octubre de 2007 por el equipo del Mount Lemmon Survey desde el Observatorio del Monte Lemmon, Arizona, Estados Unidos.

## Designación y nombre
Designado provisionalmente como 2007 VG80.

## Características orbitales
2007 VG80 está situado a una distancia media del Sol de 2,565 ua, pudiendo alejarse hasta 2,805 ua y acercarse hasta 2,325 ua. Su excentricidad es 0,093 y la inclinación orbital 12,48 grados. Emplea 1501,11 días en completar una órbita alrededor del Sol.

## Características físicas
La magnitud absoluta de 2007 VG80 es 17. 